# Губенко Григорій Федорович
Григо́рій Фе́дорович Губе́нко (1907 , Забарівка, Сосницький повіт, Чернігівська губернія, Російська імперія  — невідомо ) — український державний діяч. Депутат Верховної Ради УРСР першого скликання (1938–1947).

## Біографія
Народився 1907 року в родині селянина-бідняка в селі  Забарівка, нині Корюківський район, Чернігівська область, Україна. З 1918 року, після смерті батька, пішов наймитувати. З 1924 року — учень машиніста парового млина, у 1927–1930 роках — чорнороб на залізничній станції Низківка.
Член ВКП(б) з квітня 1930 року.
З 1930 року — голова сільради села Верхолісся, у 1933 році — голова сільради села Олександрівка на Чернігівщині.
У 1933–1934 роках — заступник директора Корюківської машинно-тракторної станції (МТС), у 1934–1936 роках — голова колгоспу імені Петровського села Олександрівка. У 1936 році — слухач курсів у місті Ромни. У 1936–1938 роках — заступник директора, у 1938–1941 роках — директор Корюківської МТС.
1938 року був обраний депутатом Верховної Ради УРСР першого скликання по Семенівській виборчій окрузі № 148 Чернігівської  області.
Під час Великої Вітчизняної війни — в евакуації в Саратовській області, заступник начальника політвідділу радгоспу, завідувач ферми.
З грудня 1942 по лютий 1943 року — у лавах Червоної армії. 
З вересня 1943 року повернувся в Україну, станом на 1945 рік — голова виконавчого комітету Корюківської районної ради депутатів трудящих Чернігівської області.

## Нагороди
- Орден Вітчизняної війни 2-го ступеня (1.02.1945).